# Darien (Nueva York)
Darien es un pueblo ubicado en el condado de Genesee en el estado estadounidense de Nueva York. En el año 2000 tenía una población de 3.061 habitantes y una densidad poblacional de 24.9 personas por km².

## Geografía
Darien se encuentra ubicado en las coordenadas 42°54′33″N 78°22′54″O / 42.90917, -78.38167.

## Demografía
Según la Oficina del Censo en 2000 los ingresos medios por hogar en la localidad eran de $48,844, y los ingresos medios por familia eran $50,844. Los hombres tenían unos ingresos medios de $35,000 frente a los $23,278 para las mujeres. La renta per cápita para la localidad era de $18,372. Alrededor del 3.2% de la población estaban por debajo del umbral de pobreza.